# Skellerup
Skellerup är en tätort i Nyborgs kommun i Region Syddanmark i Danmark. Tätorten har 363 invånare (2024). Den ligger på Fyn, cirka 9,5 kilometer nordväst om Nyborg.